# مارکت شاپ، سنت کیتس و نویس
مارکت شاپ، سنت کیتس و نویس (به لاتین: Market Shop) یک شهرک در سنت کیتس و نویس است که در نویس واقع شده‌است.